# Wasmanniella
Wasmanniella — рід двокрилих комах родини галиці (Cecidomyiidae).

## Класифікація
Рід містись 3 види:
- Wasmanniella aptera
- Wasmanniella clauda
- Wasmanniella indica